# Giacobbe (film)
Giacobbe (Jacob) è un film TV del 1994 diretto da Peter Hall e tratto dall'omonimo libro di Francesco Maria Nappi. In Italia stato trasmesso in prima visione il 12 dicembre 1994 su Rai 1 venendo seguito da 7.725.000 spettatori. Noto anche come La Bibbia: Giacobbe, fa parte del ciclo Le storie della Bibbia, coproduzione internazionale fra varie televisioni del mondo.

## Trama
Giacobbe costringe il fratello Esaù a dargli la primogenitura e poi con l'aiuto della madre Rebecca a carpire la benedizione del padre Isacco, così per fuggire dall'ira del fratello si rifugia in Mesopotamia dallo zio materno Labano per cercare moglie tra le figlie; passa così 7 anni come servo in cambio di Rachele però lo fregano sposandolo con Lia ma dopo una settimana può sposare anche Rachele a condizione di lavorare come servo ancora per 7 anni. Rachele non essendo feconda prende la serva Bila e la dà in moglie a Giacobbe per avere figli da lei.

## Ascolti
| n° | Prima TV Italia  | Telespettatori | Share  |
| -- | ---------------- | -------------- | ------ |
| 1  | 12 dicembre 1994 | 7 725 000      | 25,94% |